# Glossosoma ussuricum
Glossosoma ussuricum là một loài Trichoptera trong họ Glossosomatidae. Chúng phân bố ở miền Cổ bắc.